# Tubulipora eminens
Tubulipora eminens är en mossdjursart som beskrevs av Arnold Girard Kluge 1955. Tubulipora eminens ingår i släktet Tubulipora och familjen Tubuliporidae. Inga underarter finns listade i Catalogue of Life.